# روبرت سويندلز
روبرت سويندلز (بالإنجليزية: Robert Swindells)‏ (وُلِدَ في 20 آذار 1939) وهو مؤلف إنجليزي لأدب الأطفال والشباب.
فازسويندلز بميدالية كارنيغي السنوية من جمعية المكتبات عن روايته «البرد القارس» الصادرة عن دار هاينمان للنشرعام 2016) والتي تناولت التشرد، وبذلك اعترفت جمعية المكتبات بكتاب أطفال متميز لذلك العام تناول موضوعًا بريطانيًا.

## السيرة الذاتية
وُلِدَ سوينديلز في برادفورد، يوركشاير، إنجلترا، وعَمِلَ في صحيفة بعد أن ترك المدرسة وعمره 15 عامًا.خدم في القوات الجوية الملكية وشغل وظائف مختلفة قبل التدريب منها مدرس في مدرسة ابتدائية. وأثناء تدريبه كَتَبَ روايته الأولى «عندما يأتي الظلام» والتي نشرتها مطبعة بروكهامبتون  في ستينهاوسميرعام 1973. جمع بين الكتابة والتدريس حتى عام 1980 عندما تفرغ للكتابة والتأليف. كان سويندلزلا يزال يكتب ويؤلف عندما بلغ الـ71 من عمره في (20 آذار 2010).فاز لأول مرة بجائزة رد هاوس لكتب الأطفال عن روايته أخي في الأرض، وهي رواية تدور أحداثها في المستقبل في عالم ما بعد المروع.
وكان سوينديلز من مؤيدي حملة نزع السلاح النووي ونقل عنه قوله إن نشاطه مع هذه الحملة «....جاء بدافع غضبي والإحباط... لا يمكنك أن تختار من ستقتل بالأسلحة النووية، بل بل هي تعمل على القضاء على الملايين من الناس...» حصل على ثلاث جوائز أخرى من رد هاوس عن روايته الغرفة (13) وكابوس الدرج (رواية قصيرة، 1998 ورواية مدمنون (القراء الأصغر سناً، 2003).
كان سوينديلز مرشحًا لحزب الخضر في إنجلترا وويلز ضمن انتخابات فرعية علم 2010 وفي الانتخابات المحلية عام 2011 في مجلس مدينة برادفورد وذلك عن منطقة وورث فالي، وقد حصل على 11% من الأصوات، مما وضعه في المرتبة الثالثة.

## أعماله المختارة
| - عندما يأتي الظلام (1973) - شمعة في الليل (1974) - رحلة إلى فالهالا (1976) - قصر الجليد (1977) - كاتب الطقس (1979) - شبح السفينة إلى غانيميد (1980) - العالم الآكل (1983) - أخي في الأرض (1984) - ألف عين من الليل (1985) - البقاء مستيقظاً (1986) - سِن الثعبان (1988) | - غرفة 13 (1989) - اتبع الظِل (1989) - داز 4 زوي (1990) - ستون كولد (1991) - توقيت (1994) - داخل الدودة (1994) - غير مؤمِن (1995) - جاكلين هايد (1996) - الباص الأخير (1996) - كابوس الدرج (1997) - تحطيم!(1997) | - إعصار صيفي (1997) - البشاعة (1998) - دوش (1999) - غير مرئية! (1999) - زِقاق دودلبوج (2000) - أمنية للأجنحة (2001) - مُحطم (2001) - غارة (2002) - لا ملائكة (2003) - روبي تانيا (2004) | - حرب روجر (2004) - وسم (2005) - لقطة (2005) - لدغة الأفعى (2006) - في اللحظة الحاسمة (2007) - الإرهاق (2007) - ظل هيتي داينز (2008) - النفق (2008) - الغارة (2008) - جمجمة في حارة الظلال (2012) - النهاية العميقة (2013) |

## الجوائز
وقد فاز بالعديد من جوائز الكتب السنوية.
- 1985 جائزة رد هاوس جائزة لكتب الأطفال عن روايته أخي في الأرض.[7]
- 1990 جائزة رد هاوس عن روايته الغرفة 13.[7]
- 1993 ميدالية كارنيغي عن روايته البرد القارس.
- 1998 جائزة رد هاوس عن الرواية القصيرة، كابوس الدرج.[7]
- 1998 جائزة أنجوس للكتب عن روايته غيرمؤمن.
- 2003 جائزة رد هاوس للقراء الأصغر سناً، عن روايته مدمنون.
- 1984 وسام كارنيجي الكبيرعن روايته أخي في الأرض.[8]
- 2001 اختير ضمن القائمة المصغرة لجائزة هامبشاير للكتاب عن روايته روبي تانيا.

## الروابط
- روبرت سوينديلز في قاعدة بيانات Internet Speculative Fiction
- روبرت سويندلزعلى موقع FANTASTICFICTION